# Cnemaspis samanalensis
Cnemaspis samanalensis är en ödleart som beskrevs av  Mendis WICKRAMASINGHE och MUNINDRADASA 2007. Cnemaspis samanalensis ingår i släktet Cnemaspis och familjen geckoödlor. Inga underarter finns listade i Catalogue of Life.